# Chemical & Engineering News
Chemical & Engineering News (abrégé en Chem. Eng. News) est un magazine hebdomadaire qui publie des articles dans les domaines de la chimie et du génie chimique. D'après le Journal Citation Reports, le facteur d'impact de ce journal était de 0,269 en 2014.
L'actuel directeur de publication est Rudy M. Baum.